# Cethosia mixta
Cethosia mixta är en fjärilsart som beskrevs av Hans Fruhstorfer 1912. Cethosia mixta ingår i släktet Cethosia och familjen praktfjärilar. Inga underarter finns listade i Catalogue of Life.